# Râul Sulm
Sulm este un râu de 83 de km lungime în regiunea Stiria din sudul Austriei.